# Montalto
El Montalto és una muntanya de 2.217,4 metres d'altitud que es troba a cavall dels termes municipals de la Guingueta d'Àneu (antic terme d'Unarre) i de Vall de Cardós (antic terme d'Estaon), a la comarca del Pallars Sobirà.
Està situat al sud-est del Cap de Socorto, al sud-oest de la Collada de Montalto i al nord-oest del Cap de la Rocagran.